# روز بعد (فیلم ۲۰۱۷)
روز بعد (به کره‌ای: Geu-hu) فیلمی در ژانر درام به کارگردانی هونگ سانگ سو است که در سال ۲۰۱۷ منتشر خواهد شد. این فیلم برای رقابت در بخش نخل طلا هفتادمین جشنواره فیلم کن انتخاب شده‌است.

## داستان
آریوم در اولین روز کاری‌اش متوجه می‌شود که صاحب کارش (بانگون) با زنی که قبلاً به جای او کار می‌گرده رابطه پنهانی داشته‌است. با ورود همسر بانگون به ماجرا قضیه کمی پیچیده می‌شود.

## بازیگران
کیم مین-هی
کن هه هیو